# Xynobius kunashiricus
Xynobius kunashiricus är en stekelart som först beskrevs av Fischer 1998.  Xynobius kunashiricus ingår i släktet Xynobius och familjen bracksteklar. Inga underarter finns listade i Catalogue of Life.